# Niklas Castelle
Niklas Horst Castelle (* 27. August 2002 in Senden) ist ein deutscher Fußballspieler. Der Stürmer steht beim SSV Ulm 1846 unter Vertrag.

## Sportlicher Werdegang
Castelle entstammt der Jugend des VfL Senden, für den Klub machte er in der Landesliga Westfalen seine ersten Schritte im Erwachsenenbereich. Im Januar 2022 wechselte er nach 24 Toren in der Hinrunde der Landesligasaison zum FC Schalke 04, für dessen in der Regionalliga West antretende Zweite Mannschaft er in der Folge auflief. Dabei zeichnete er sich sowohl als Torschütze als auch Vorbereiter aus, so dass er nach Wiedergenesung von einer Leistenverletzung in der Winterpause der Zweitliga-Spielzeit 2023/24 bei der Profimannschaft mittrainieren durfte. Zum Rückrundenauftakt kam er bei der 0:2-Heimniederlage gegen den Hamburger SV für den im Abstiegskampf befindlichen Klub unter Trainer Karel Geraerts zu seinem Profidebüt, als er in der Schlussphase für Paul Seguin eingewechselt wurde. Nach einem weiteren Spiel auf der Ersatzbank schwankte er zwischen Training bei den Profis und der Reservemannschaft. Anfang April zog er sich eine langwierige Muskelverletzung im Oberschenkel zu, die das vorzeitige Saisonaus bedeutete.
Im Sommer 2024 wechselte der bei Vertragsunterzeichnung noch verletzt ausfallende Castelle innerhalb der 2. Bundesliga zum Aufsteiger SSV Ulm 1846, bei dem er einen bis 2027 gültigen Drei-Jahres-Kontrakt unterzeichnete. Nachdem er bis zum Jahresende nur vier Zweitligaeinsätze, bei denen er jeweils als Einwechselspieler zum Zug gekommen war, verbuchen konnte, wurde er Anfang Januar 2025 für die Rückrunde an den Drittligisten Alemannia Aachen verliehen. Anfangs unter Trainer Heiner Backhaus ebenso nur als Einwechselspieler eingesetzt, konnte er sich im letzten Saisondrittel über weite Strecken in der Startelf etablieren. Mit zwei Saisontoren und vier Torvorlagen trug er in 17 Saisonspielen zum Klassenerhalt des Aufsteigers bei.
Im Sommer 2025 kehrte Castelle nach Ende der Leihe zum SSV Ulm 1846 zurück, der in die dritte Liga abgestiegen war.